# Валерія Ніхаус
Валерія Ніхаус (нім. Valerie Niehaus), (11 жовтня 1974, Емсдеттен, ФРН) — німецька акторка.

## Телебачення
- Шпигун (2013)
- Дві родини під пальмами (2015)